# HD 37439
HD 37439，又名BD+21 918，SAO 77358、HR 1929，是一颗恒星，视星等为6.34，位于銀經185.38，銀緯-4.95，其B1900.0坐标为赤經5h 33m 26.7s，赤緯+21° -4.95′ 24″。